# Sunifredo dei Visigoti
Sunifredo dei Visigoti, Suniefredo in spagnolo, in catalano ed in portoghese (... – dopo il 693), è stato un usurpatore e  regnò, per alcuni mesi, tra il 692 ed il 693.

## Origine
Nobile Visigoto di cui non ci è nota l'origine, forse originario di Toledo.

## Biografia
Durante il regno di Egica, dopo il sinodo dei vescovi, tenuto a Saragozza, nel 691, che stabilì che la vedova del suo predecessore Ervige, Liuvigoto, che era anche suocera di Egica, fosse inviata in un convento, si creò una fronda al re Egica.
Il metropolita di Toledo, Siseberto, seguito da una buona parte del clero e da una parte della nobiltà, guidava l'opposizione al re Egica, sia per la sua politica, che per la sua volontà di imporre la supremazia di Toledo sul clero di tutte le province.
Nel corso del 692, il metropolita Siseberto e diversi nobili, guidati da Sunifredo, tramarono una congiura per detronizzare Egica. I congiurati progettarono di assassinare il re ed alcuni nobili della corte di Egica. Il re riuscì ad evitare la congiura ed a rifugiarsi nella provincia Tarraconense, probabilmente a Saragozza.
I ribelli, verso la metà dello stesso anno, misero sul trono Sunifredo, che sicuramente fu incoronato da Siseberto; si è trovato una moneta, che porta il nome del re Sunifredo.
Dopo che Egica, aveva radunato un esercito, marciò su Toledo, dove arrivò, probabilmente nel marzo del 693, sconfisse i ribelli, riconquistò la città ed iniziò la repressione.
La sorte di Sunifredo non ci è nota, ma Egica convocò il XVI Concilio di Toledo, che si riunì il 25 aprile e si concluse il 2 maggio del 693. I vescovi secolarizzarono, confiscarono tutti i beni e scomunicarono il metropolita di Toledo, Siseberto, che si era professato colpevole di tradimento. 
La sede di Toledo fu occupata da Felix, vescovo di Siviglia; Faustino, vescovo di Braga occupò la sede vacante di Siviglia. Ambedue i vescovi erano della fazione favorevole al re Egica.